# Paratype striata
Paratype striata là một loài bướm đêm thuộc phân họ Arctiinae, họ Erebidae.